# Goshen (Nuevo Hampshire)
Goshen es un pueblo ubicado en el condado de Sullivan en el estado estadounidense de Nuevo Hampshire. En el Censo de 2010 tenía una población de 810 habitantes y una densidad poblacional de 13,85 personas por km².

## Geografía
Goshen se encuentra ubicado en las coordenadas 43°16′20″N 72°6′2″O / 43.27222, -72.10056. Según la Oficina del Censo de los Estados Unidos, Goshen tiene una superficie total de 58,47 km², de la cual 58,23 km² corresponden a tierra firme y (0,41 %) 0,24 km² es agua.

## Demografía
Según el censo de 2010, había 810 personas residiendo en Goshen. La densidad de población era de 13,85 hab./km². De los 810 habitantes, Goshen estaba compuesto por el 97,9 % blancos, el 0,49 % eran afroamericanos, el 0,12 % eran amerindios, el 0 % eran asiáticos, el 0 % eran isleños del Pacífico, el 0 % eran de otras razas y el 1,48 % pertenecían a dos o más razas. Del total de la población el 0,12 % eran hispanos o latinos de cualquier raza.